# Перелома, Виталий Александрович
Виталий Александрович Перелома (26 ноября 1934 года, город Бердянск ныне Запорожской области — 25 марта 2000 года, город Киев) — украинский ученый-металлург, член-корреспондент НАН Украины (с 18 мая 1990 года). Доктор технических наук. Депутат Верховного Совета УССР 11-го созыва. Член ЦК КПУ в 1986—1990 годах.

## Биография
Окончил в 1956 году Киевский политехнический институт, где учился у профессора Кочо В. С.
В 1957—1959 годах — инженер Киевского института автоматики Госплана УССР. В 1959—1974 годах — аспирант, ассистент, доцент Киевского политехнического института, старший научный сотрудник Института проблем литья Академии наук УССР.
Член КПСС с 1965 года.
В 1974—1984 годах — инструктор, заведующий сектором, 1-й заместитель заведующего отделом науки и учебных заведений ЦК КПУ.
В 1984—1989 годах — помощник Первого секретаря ЦК Компартии Украины Владимира Щербицкого.
С 1989 по 2000 год работал в Физико-технологическом институте металлов и сплавов НАН Украины.
Диссертации:
- Исследование мартеновской печи как объекта автоматического регулирования по давлению в рабочем пространстве : диссертация ... кандидата технических наук : 05.00.00. - Киев, 1962. - 155 с. : ил.
- Исследование и разработка теоретических и технологических основ выплавки стали с применением жидкого кислорода : диссертация ... доктора технических наук : 05.16.02. - Киев, 1979. - 315 с. : ил.

Книги:
- Жидкий кислород в производстве стали / В. А. Перелома, В. Л. Найдек. - Киев : Наук. думка, 1984. - 203 с. : ил.; 22 см.
- Жидкий кислород в сталеварении [Текст] / В.А. Перелома, В.Л. Найдек, В.Я. Кострицкий. - Киев : О-во "Знание" УССР, 1977. - 47 с. : ил.; 20 см.

## Память
На здании Физико-технологического института металлов и сплавов НАН Украины установлен бронзовый барельеф работы скульптора А. П. Скобликова.